# Rehobeth (Alabama)
Rehobeth é uma cidade  localizada no estado americano de Alabama, no Condado de Houston.

## Demografia
Segundo o censo americano de 2000, a sua população era de 993 habitantes.
Em 2006, foi estimada uma população de 1190, um aumento de 197 (19.8%).

## Geografia
De acordo com o United States Census Bureau, a localidade tem uma área de 16,2 km², sem área coberta por água.

## Localidades na vizinhança
O diagrama seguinte representa as localidades num raio de 16 km ao redor de Rehobeth.